# Sociedade Esportiva Nova Andradina
La Sociedade Esportiva Nova Andradina est un club brésilien de football basé à Nova Andradina dans l'État du Mato Grosso do Sul.

## Palmarès
- Championnat du Mato Grosso do Sul de football
  - Champion : 1992